# Rauna (Fluss)
Die Rauna ist ein linksseitiger Nebenfluss der Gauja in Lettland.
Der Fluss entspringt auf dem livländischen Höhenrücken aus dem Slutaisis-See und verläuft anfangs in einem Tal mit steilen Ufern. Oberhalb der Ortschaft Rauna befindet sich Raunas Staburags, eine bemooste Quellwand. Im weiteren Verlauf wird der Fluss flacher mit Uferhöhen von 3 bis 5 Metern. Durch die Arbeit von Bibern behindern viele umgestürzte Bäume eine Befahrung durch Boote.
Die größten Zuflüsse sind Raunis (22 km) und Vaive (18 km).